# ديتشي ميورا
ديتشي ميورا (باليابانية: 三浦大知؛ بالكانا: みうら だいち) هو كاتب أغاني ومنتج أسطوانات ومغني ياباني، ولد في 24 أغسطس 1987 في أوكيناوا في اليابان.

## وصلات خارجية
- الموقع الرسمي
- ديتشي ميورا على موقع IMDb (الإنجليزية)
- ديتشي ميورا على موقع ميوزك برينز (الإنجليزية)
- ديتشي ميورا على موقع أول ميوزيك (الإنجليزية)
- ديتشي ميورا على موقع ديسكوغز (الإنجليزية)
- ديتشي ميورا على موقع قاعدة بيانات الفيلم (الإنجليزية)
- ديتشي ميورا على موقع ANN person (الإنجليزية)